# Retrato de D. João III
Retrato de D. João III é uma pintura de José Wasth Rodrigues. A sua data de criação é a primeira metade do século XX. A obra é do gênero retrato. Encontra-se sob a guarda de Museu Paulista. Retrata D. João III, com traje típico e armadura.

## Descrição
A obra foi produzida com tinta a óleo. Suas medidas são: 142 centímetros de altura e 142 centímetros de largura. Faz parte da Coleção José Wasth Rodrigues, no Museu Paulista, especialmente voltada à reconstrução da formação cultural de São Paulo. O número de inventário é 1-19505-0000-0000.
A obra foi uma encomenda de Afonso d'Escragnolle Taunay, no contexto do programa decorativo do Museu Paulista, na primeira metade do século XX. O retratado foi escolhido por seu papel no povoamento do Brasil.

## Análise
O quadro de Wasth Rodrigues baseia-se no Retrato de D. João III, rei de Portugal e Algarves, de Cristóvão Lopes. Na obra original, o monarca aparece genuflexo, vestido de um hábito religioso, num ambiente austero. Na pintura encomendada por Taunay, D. João III está de pé, sereno, com roupa militar que denota riqueza e poder. Resplandece sobre o peito do soberano a medalha da Ordem do Nosso Senhor Jesus Cristo. Reforçam o caráter monárquico do ambiente o brasão real e a coroa régia, sobre uma almofada. O cetro real está sobre um mapa do Brasil, dividido em capitanias hereditárias.
A obra foi exposta inicialmente, com o Retrato de Martim Afonso de Souza, no Instituto Histórico e Geográfico de São Paulo, no contexto de celebrações relativas à fundação de São Vicente. Posteriormente, foi incorporada à coleção do Museu Paulista. Variações do quadro foram reproduzidas em vários materiais de divulgação da história brasileira, como suplementos de O Estado de S. Paulo.